# Bob Kasten
Robert Walter Kasten Jr., detto Bob (Milwaukee, 19 giugno 1942), è un politico statunitense senatore per lo stato del Wisconsin dal 1981 al 1993 e in precedenza membro della Camera dei Rappresentanti per lo stesso stato dal 1975 al 1979.

## Biografia
Nato a Milwaukee, dopo il college Kasten entrò in politica con il Partito Repubblicano e nel 1972 venne eletto all'interno della legislatura statale del Wisconsin.
Nel 1974 venne eletto alla Camera dei Rappresentanti e venne riconfermato per un secondo mandato nel 1976. Nel 1978 lasciò il seggio per candidarsi alla carica di governatore, ma perse le primarie contro Lee S. Dreyfus.
Due anni dopo si candidò al Senato e riuscì a sconfiggere di misura il democratico in carica Gaylord Nelson. Nel 1986 ottenne di misura un secondo mandato ma nel 1992 venne sconfitto da Russ Feingold.
Dopo aver lasciato il Congresso ha fondato una società di consulenze, la Kasten & Company.